# Systemische Organisationsberatung
Systemische Organisationsberatung ist ein gedankliches Konzept zur Beratung „sozialer Systeme“, also zur Beratung von Unternehmen, Krankenhäusern, Einrichtungen der öffentlichen Verwaltung, Schulen, Universitäten und vieler anderer Organisationsarten mehr, ein Konzept, das Mitte der 1980er-Jahre im deutschsprachigen Raum allmählich konkrete Formen angenommen hat.
Das aus der sozialphilosophischen Strömung des Konstruktivismus stammende Konzept wird vorwiegend von bestimmten Unternehmensberatern angewandt, die sich irgendwann im Laufe ihres Werdegangs konstruktivistische Denkweisen zu eigen gemacht haben.
Eine der historischen Wurzeln der systemischen Organisationsberatung ist die systemische Beratung in der Familientherapie und der Versuch, diese auf komplexere, größere, soziale Systeme zu übertragen. Die Systemtheorie wird als theoretisches Reflexionsrepertoire gedanklicher Reflexion während des Beratungsprozesses verstanden.

## Begriffsbestimmungen, nähere begriffliche Eingrenzungen
Die systemische Organisationsberatung ist ein Ansatz zur Beratung sozialer Systeme, welcher Mitte der 1980er-Jahre im mitteleuropäischen deutschsprachigen Raum ausgearbeitet wurde. Zwei Gruppen haben maßgeblich dazu beigetragen: der Kreis der Familientherapeuten um Helm Stierlin in Heidelberg und die Trainer und Organisationsberater in der ÖGGO in Wien. Vor dem Hintergrund des damaligen Verständnisses der Systemtheorie – das die Theorie komplexer Systeme mit den Axiomen des Konstruktivismus und dem Konzept lebender autopoietischer Systeme verband – trugen sie Konzepte und Methoden aus verschiedenen Disziplinen wie Kommunikationswissenschaft, Familientherapie, Physik, Biologie, Philosophie usw. zusammen. Daraus entstand einerseits ein Bündel von Interventionstechniken, andererseits eine grundsätzliche Modellierung von Familien und Organisationen als soziale Systeme und letztlich die Grundlagen einer Theorie der Beratung von Organisationen.

### Entstehung des Konzepts
Der Begriff der „Organisationsberatung“ ist in der zweiten Hälfte der 1980er-Jahre entstanden und bezeichnet „eine ganz bestimmte beraterische Herangehensweise in der Behandlung komplexer Problemstellungen von Organisationen jedweden Typs“ (Behörden/Verwaltungen inklusive Bildungseinrichtungen, ferner Kultureinrichtungen, des Weiteren gewinnorientierte Unternehmen, Nicht-Regierungs-Organisationen, Dienste der Sozialarbeit, Stiftungen, Vereine, politische Parteien, Lobbys etc.) …. Ihr Interventionsrepertoire orientiert sich nicht bloß an der möglichst effizienten Zurichtung der Organisation hin auf einen „ökonomischen Kalkül“. Es umfasst vielmehr alle organisationsbezogenen Beratungsanstrengungen, die das Selbstentwicklungspotenzial von Organisationen mit Blick auf ihre spezifischen Leistungsanforderungen erhöhen.

### Kerngedanke des Konzepts
Die systemische Organisationsberatung geht davon aus, dass sich komplexe Probleme nicht lösen lassen, wenn man die Aufmerksamkeit lediglich auf ein Element richtet.
Soziotechnische Systeme benötigen nach der Theorie der systemischen Organisationsberatung nur Unterstützung bei der Lösung ihrer Probleme. Die Lösung muss von innen kommen. Die „Experten des Problems“ sind die Mitarbeiter, die das Problem haben. Der systemische Berater beschränkt sich auf Coaching, Anregung und hinführende Fragestellungen.
Wie ein Unternehmen, eine Abteilung oder eine Gruppe kann ein soziales System nur dann verstanden werden, wenn die dem System Zugehörigen die Regeln kennen, die das Verhalten der Personen in diesem System leiten. Da Probleme grundsätzlich im Zusammenhang mit dem sozialen System zu lösen sind, ergeben sich für eine Lösung aus systemischer Sicht folgende Ansatzpunkte:
- Veränderung in Bezug auf die Personen
- Veränderung der subjektiven Deutungen
- Veränderung von Verhaltensregeln und der darauf basierenden gemeinsamen Deutungen
- Veränderung der Interaktionsstrukturen
- Veränderung der Systemumwelt
- Veränderung hinsichtlich der zukünftigen Entwicklungsrichtung und/oder der Entwicklungsgeschwindigkeit

Eckard König und Gerda Volmer lieferten wichtige Grundlagen und Methoden, damit die sehr praxisferne Theorie von Ludwig von Bertalanffy, Niklas Luhmann u. a. für den Praxiseinsatz tauglich wurde.

### Systemische Organisationsberatung als begriffliche Klammer für verfeinerte Beratungsansätze heute
Der Begriff „Organisationsberatung“ fungiert heute als begriffliche Klammer für Beratungsansätze wie „die Tradition der Organisationsentwicklung und des Change Managements … die Gruppendynamik … die Prozessberatung … sowie unterschiedliche Weiterentwicklungen des Beratungsrepertoires aus der systemischen Familientherapie heraus“.
Der Begriff „systemische Organisationsberatung“ bezeichnet ein spezifisches, systemtheoretisch hinterlegtes Grundverständnis von Beratung als Intervention in komplexe, lebende Systeme, angewandt auf Organisationen aller Art, mit dem Ziel, deren Selbstentwicklungspotenzial zu erhöhen.

## Paradigmen der Systemtheorie
Von 1946 bis 1953 sponserte die Kaufhauskette Macy eine Reihe wissenschaftlicher Konferenzen, die zum Ziel hatten, ausgehend von Ludwig von Bertalanffys „General System Theory“ die Grundlagen für eine „allgemeine Wissenschaft über die Funktionsweisen des menschlichen Geistes“ zu legen. Auf diesen Konferenzen wurden im gedanklichen Austausch die Grundlagen für eine „wissenschaftliche Querschnittsmaterie“ gelegt, die später „Systemtheorie“ genannt wurde. Fritz B. Simon weist darauf hin, dass sich Forscher, Therapeuten und Berater zwar immer wieder auf „die“ Systemtheorie beziehen, die Anwendung letzterer tatsächlich jedoch stets als „Work-in-Progress“ zu verstehen ist. Zu verschiedenen Zeitpunkten haben unterschiedliche Disziplinen paradigmatisch Leitideen und -fragen dazu beigesteuert und der Theorie jeweils einen neuen Fokus gegeben. Viele dieser Paradigmen der Systemtheorie stellen die „Organisation“ als Erkenntnisobjekt in einen jeweils anderen Verständnisrahmen.

### Die Systemtheorie autopoietischer Systeme und der Konstruktivismus bis in die 1990er Jahre hinein
Heinz von Foerster prägte den Terminus „Kybernetik zweiter Ordnung“, um auszudrücken, dass die Beschreibung eines Systems auch die Beschreibung des Beobachters und seiner Beobachtungskriterien einschließen muss, wenn sie nützlich sein soll. Während der Beobachter erster Ordnung die Landschaft beobachtet, beobachtet der Beobachter zweiter Ordnung, wie der Beobachter erster Ordnung beobachtet und welche Brille dieser dabei trägt. Die Beschreibung einer Landschaft mit roten Flecken und grün-blauen Konturen verweist auf den Träger einer Infrarot-Brille. Einem Jäger wird diese nachts nützlicher sein als eine Sonnenbrille.
Heinz von Foerster schlug bereits Anfang der 1970er-Jahre vor, menschliche Kognition zu definieren als nie endende, rekursive Prozesse des Errechnens von Wirklichkeit. Er war in engem Austausch mit den beiden Neurobiologen Humberto Maturana und Francisco Varela, die untersuchten, wie Erkenntnis bzw. Wirklichkeitskonstruktion mit neuronalen Prozessen zusammenhängen. Ihre damals vergleichsweise einfachen neurophysiologischen Experimente sind heute von den bildgebenden Verfahren der Hirnforschung bestätigt: Es gibt keine 1:1-Abbildung von Stimuli in den Feuerungsmustern von Hirnzellen. Das Gehirn reagiert unspezifisch auf externe Reize und auch nur mit einem vergleichsweise geringen Anteil seiner neuronalen Gesamtaktivität.
Ihre wissenschaftliche Arbeit führte Maturana und Varela von ihrer Kognitionstheorie zu einer generellen Theorie lebender Systeme. Lebende Systeme weisen ein universales, konstantes Organisationsprinzip auf: die „Autopoiese“. Es besteht in typischen selbstorganisierenden Prozessen, durch die lebende Systeme ihre eigenen Grenzen bestimmen und ihre Elemente und die diese verbindenden inneren Strukturen erzeugen – und zwar mittels ihrer bestehenden Elemente und Strukturen. Die Antwort auf die Frage, was zuerst da war, Henne oder Ei, wird so zum Artefakt des Beobachtungsfokus – ähnlich wie die quantenphysikalische Frage: Welle oder Teilchen? Strukturgebend und konstitutiv für lebende Systeme sind die selbstorganisierenden Prozesse, die unter anderem von der Henne zum Ei und vom Ei zur Henne führen. Autopoietische Systeme kennen keinen Unterschied zwischen Erzeuger und Erzeugnis, zwischen Sein und Tun.
Autopoietische Systeme sind operational geschlossen, das heißt, was immer darin geschieht – z. B. ein Genesungsprozess von einer Grippe –, bezieht sich rekursiv auf das, was gerade vorher passiert ist, bis in Selbstorganisation nach vielen rekursiven Immunreaktionen ein neuer Attraktor und ein neues Muster erreicht sind. Ob draußen die Sonne scheint, ein wichtiger Termin im Kalender steht, ist – wie andere Außenreize auch – für den Genesungsprozess bedeutungslos; es schließen keine internen Operationen daran an.
Die Menge der dem System zur Verfügung stehenden Operationen ist begrenzt, d. h. „geschlossen“. Man kann autopoietische Systeme nicht instruieren, andere Elemente hervorzubringen als diejenigen, aus denen sie bestehen, bzw. die strukturell angelegt sind. Nur das Leben eines Huhns kann das Leben eines Huhns hervorbringen. Kein Huhn kann sich Hufe oder ein Euter wachsen lassen. Allerdings sind lebende Systeme strukturell mit ihren Umwelten gekoppelt; Umweltereignisse können im Rahmen dieser „strukturellen Koppelung“ ein System bei seinen Operationen „verstören“ (im Spanischen: perturbieren). Wenn die Temperatur abstürzt, die Heizung ausfällt, das Wasser Typhusbakterien enthält usw., verändert dies das Ergebnis, das durch die Genesungsoperationen bereits erzielt wurde. Die Heilungsoperationen setzen plötzlich wieder bei 42 Grad Fieber an, ein fast genesener Mensch erleidet einen Rückfall. Grundsätzlich kann eine solche Verstörung bzw. Beeinflussung des Systems durch die Umwelt jedoch nur stattfinden, wenn das System dies strukturell zulässt. Für einen Kaltblüter ist ein Temperaturabfall auf 5 Grad Celsius weitgehend bedeutungslos.
System und Umwelt sind füreinander Restriktionen; sie setzen einander den Rahmen der jeweils möglichen eigenen Operationen. Systeme, die strukturell miteinander gekoppelt sind, sind füreinander jeweils System und Umwelt. Sie durchlaufen eine gemeinsame Entwicklungsgeschichte, eine nicht gerichtete Co-Evolution, die Maturana und Varela „natürliches Driften“ nennen. Es geht dabei nicht um das Überleben des Stärkeren (“survival of the fittest”), sondern ausschließlich um die Eignung: den Erhalt von struktureller Kopplung (deren konkrete Ausprägung sich ändern kann) und von Autopoiese.

### Die Systemtheorie sozialer Systeme nach Niklas Luhmann – 1984 bis 1999
Luhmanns Ausprägung der Systemtheorie verbindet die Ansätze des US-amerikanischen Soziologen Talcott Parsons und die damals aktuellen Entwicklungen der Systemtheorie und entwickelt auf dieser Grundlage eine neue große Theorie, ursprünglich mit dem Ziel, der Soziologie eine eigene Basistheorie zu geben. Niklas Luhmann hat den Geltungsbereich des Konzepts der Autopoiese lebender Systeme von den biologischen Systemen auf soziale Systeme und psychische Systeme ausgeweitet. Mit psychischem System bezeichnet er das Wirkungsgefüge, mit dem die Gedanken bzw. das Bewusstsein einer Person an deren Gedanken bzw. Bewusstsein anschließen. Die sozialen Systeme unterteilt Luhmann nochmals in drei Aggregierungen: in die (Welt-)Gesellschaft, in Organisationen und in soziale Interaktionssequenzen.
Jeder dieser drei Typen lebender Systeme hat jeweils einen spezifischen Operationsmodus, mit dem er seine Autopoiese betreibt: Biologische Systeme operieren mit Lebensprozessen (wie Wachstum, Fortpflanzung, Heilung, Degeneration usw.). Psychische Systeme operieren mit Bewusstseinsprozessen wie Denken, Wahrnehmungen, Gefühlen, Affekten usw. Soziale Systeme operieren mit Kommunikation und mit Entscheidungen. Jedes lebende System kann nur in seinem jeweiligen typischen Operationsmodus seine Autopoiese bestreiten, nicht im Modus eines anderen Systemtypus. Jeder Systemtypus ist also operational geschlossen, d. h. in seiner Autopoiese auf spezifische, Existenz erhaltende und fortschreibende Prozesse begrenzt.
Unsere moderne Gesellschaft hat verschiedene „Funktionssysteme“ ausdifferenziert, die die Ereignisse in der Gesellschaft selektiv beobachten. Solche Funktionssysteme sind z. B. Recht, Wissenschaft, Sport, Kultur, Wirtschaft, Erziehungswesen usw. Um ihre Beobachtungsaufgaben zu erfüllen, sind sie angewiesen auf Organisationen. Organisationen sind damit das Rückgrat unserer modernen Gesellschaft. Sie ermöglichen es ihrem jeweiligen Funktionssystem zu operieren, d. h. Beobachtungen anzufertigen, zu bündeln, Expertise zu erwerben, Entscheidungen zu treffen.
Personen sind nicht Elemente von Organisationen, sondern als deren Umwelt zu verstehen; psychische und soziale Systeme (Personen und Organisationen) sind strukturell gekoppelt über Sinn als Brennglas für Erfahrungsverarbeitung.

## Methoden und Werkzeuge der systemischen Organisationsberatung
Die Methoden und Werkzeuge der systemischen Organisationsberatung umfassen Fragetechniken, das Anfertigen von Beobachtungen 2. Ordnung, Kerninterventionen für die Gestaltung des Beratungsprozesses, und bestimmte Einstellungen und Haltungen, die für das systemische Interventionsverständnis konstitutiv sind.

### Fragetechniken
Das wichtigste Werkzeug der systemischen Organisationsberatung sind die „zirkulären Fragen“, die helfen, ein System zu erkunden. Der Begriff „zirkuläres Fragen“ meint im engen Sinn „ums Eck“ zu fragen, also z. B. statt: Wie geht es dir? zu fragen: Was würde deine Freundin sagen, wie es dir geht? Im weiteren Sinn ist generell das Einholen anderer Perspektiven gemeint, z. B. die Sichtweisen relevanter Umwelten eines Problems, die Perspektiven von Vergangenheit und Zukunft oder die Perspektive, ob es sich um ein Problem oder um eine Lösung handelt. Zirkuläre Fragen können auch das Ziel der Umkonnotierung verfolgen, wenn man das Gute im Schlechten sieht bzw. das Schlechte im Guten oder wenn man die eigene Aufmerksamkeit bewusst zwischen Pol und Gegenpol oszillieren lässt.
Zirkuläre Fragen bringen Informationen über die Relationen und Interaktionen im System zu Tage. Sie tasten damit unmittelbar die inneren Strukturen des sozialen Systems ab, die ihrerseits Vorlaufgröße sind für Unterschiede in den jeweiligen Wirklichkeitskonstruktionen und Handlungsmustern. So fördern zirkuläre Fragen Selbstbeschreibungen des Systems aus verschiedenen Perspektiven. Es ist quasi, als frage man die unterschiedlichen Brillenträger, nach ihren jeweiligen Landschaftsbeschreibungen, bzw. als lade man eine Person X ein, sich einmal kurz die Brille von Y aufzusetzen. Die zirkulären Fragen wurden von der Mailänder Familientherapie entwickelt.

### Grundlagen für die Anfertigung von Beobachtungen 2. Ordnung
Systemische Beratung will sich über die Erstellung vielfältiger Wirklichkeitsbeschreibungen der Viabilität, d. h. den im Alltag brauchbaren Wirklichkeitskonstruktionen nähern; Multiperspektivität ist angesagt. Da es keine objektive oder normative Zweckmäßigkeit gibt, kein „richtig“ oder „falsch“, versucht systemische Beratung zu ergründen, was in einem gegebenen Kontext hilfreich oder nützlich, eben „lebbar“ ist.
Eine zentrale Intervention der systemischen Organisationsberatung ist es, Beobachtungen 2. Ordnung zu machen und ins System zurückzumelden. Dabei beobachtet man die Muster von Interaktionen, das Wiederkehrende in den Handlungen der Beobachter 1. Ordnung. Eine Annahme ist, dass für Beobachtungen 2. Ordnung eine Außenperspektive hilfreich ist. Wer im System – im Wirkungsgefüge – ist, ist möglicherweise im blinden Fleck. Die Rückmeldung einer Beobachtung 2. Ordnung kann das System verstören und eine Musterunterbrechung auslösen. Ein Musterbruch findet streng genommen bereits in dem Moment statt, wenn die Kontingenz der spezifischen Konstruktion eines Musters sichtbar wird (Die Konstruktion ist kontingent, da sie unter den gegebenen Umständen auch anders denkbar wäre). Damit rückt die Möglichkeit ins Blickfeld, es einfach mal anders zu machen, d. h. der Möglichkeitsraum des Systems wird vergrößert. Muster werden z. B. beobachtbar durch gemeinsame Reflexion von Zusammenhängen, durch Rückspiegelung von Beobachtungen aus der Außensicht oder durch Beobachtung von anderen Interaktionsmustern in ähnlichen Kontexten.
Eine Beobachtung 2. Ordnung, die zu einer Verstörung von Mustern führt, ist eine Intervention. Anders ausgedrückt: Eine Intervention ist eine – im Sinne Kurt Lewins theoriegeleitete – Kommunikation ins System, die dort Muster verstört, – allerdings nur, wenn das System dies zulässt. Eine Intervention soll überlegt sein und sich aus der Schrittfolge der systemischen Schleife ableiten. Die systemische Schleife teilt das, was in Sekundenbruchteilen in unserem Gehirn abläuft, wenn wir handeln müssen, künstlich in vier Schritte:
- das reine Beobachten, das Sammeln von Informationen; dies geschieht z. B. durch das zirkuläre Fragen, aber auch durch die Auswertung von Unterlagen, Ereignissen, Erfahrungen usw.
- das reine Interpretieren bis zur „Sättigung“. Hierzu hat die Mailänder Familientherapie ein zentrales Werkzeug beigesteuert: das Hypothesen-Bilden. Nachdem Wirklichkeit ohnedies konstruiert ist, erhebt man die Wirklichkeitskonstruktion zur Kunst und versucht sich in der Behauptung von vielfältigsten Wirklichkeitszusammenhängen,
- die Generierung verschiedener Handlungsoptionen im Brennglas eines Anliegens/ Interesses, das für einen Handlungskontext relevant ist und den Möglichkeitsraum des Systems und damit dessen Autonomiegrad vergrößern.
- Der vierte Schritt in der systemischen Schleife betrifft die Auswahl geeigneter Interventionen, die die gewählten Optionen praktisch umsetzen.

Das Bild der Schleife soll das rekursive Vorgehen in der Beratung vermitteln: Die Ergebnisse der Interventionen werden erneut als Daten beobachtet, sie werden interpretiert, für ein bestimmtes Handlungsanliegen werden Optionen gesucht und bewertet, um den Zyklus der Schritte erneut zu starten.
Drei Gestaltungsebenen beraterischer Intervention lassen sich unterscheiden, die auch als Makroebene, Mesoebene und Mikroebene bezeichnet werden. Roswita Königswieser und Alexander Exner schlagen das Modell der „Zwiebel“ vor. Es unterscheidet den Kern der Interventionstechniken – die Gestaltung des unmittelbaren Interaktionskontextes; Interventionsdesigns – die Gestaltung sozialer Räume (z. B. das Design eines Workshops) – und Interventionsarchitekturen – die Gestaltung von gesamthaften Prozessstrukturen.

### Die Gestaltung des Beratungsprozesses
Die Gestaltung des Beratungsprozesses in der systemischen Organisationsberatung umfasst eine Reihe standardmäßig durchzuführender Interventionen:
- die Klärung der Frage: Wer ist mein Klient? (eine Abteilung, das ganze System?),
- die Schaffung eines geeigneten Beratungskontextes,
- „neue Formen der Vernetzung von Rollenträgern und Organisationseinheiten zur Problembearbeitung“ (neu im Vergleich zu den in der Aufbaustruktur vorgesehenen Vernetzungen in Linie und Regelkommunikation),
- „die wechselnde Fokussierung auf bestimmte Themenschwerpunkte“ (um Perspektivenvielfalt zu organisieren), „das Etablieren von Selbstreflexionsmechanismen“, um in der Organisation Selbstthematisierung und in Folge Lernen, Selbstentwürfe und Entscheidungsvoraussetzungen zu ermöglichen,
- „den Prozess der Informationsschöpfung im System“, durch Fragetechniken, Erhebungsmethoden und Einbringen von Außenperspektive,
- „die gezielte Verknüpfung von Personal- und Organisationsentwicklungsprozessen“,
- „die Entwicklung von Kooperationsfähigkeit innerhalb des Beratungssystems“. Das Beratungssystem ist die Menge all jener Interaktionen, die das Beratersystem und das Klientensystem im Laufe des Beratungsprozesses miteinander aufrechterhalten. Streng genommen können Berater nicht in das Klientensystem intervenieren, sondern nur ins Beratungssystem, d. h. in das System gemeinsamer Interaktionen zwischen Klienten und Beratern. Es gilt, zweckmäßige Interaktionsmuster zu entwickeln; hier sind Fragen von Kooperation und Vertrauen, von Nähe und Distanz so wichtig wie eine professionelle Klärung von Kontext, Auftrag und Rollen.

Wenn das Anfertigen von Beobachtungen 2. Ordnung Kern der systemischen Intervention ist, stellt sich die Frage, wie die Beobachter 2. Ordnung beobachten – welche Brille sie tragen. Jochen Schweitzer und Arist von Schlippe haben die „systemischen Prämissen“ formuliert, nach denen in der systemischen Beratung beraterisch interveniert wird. Das bedeutet: systemische Berater lenken ihre eigene Aufmerksamkeit nach diesen Kriterien – beim Beobachten und beim Bilden von Hypothesen.
- Den Fokus legen auf Interaktionen, auf das, was zwischen Personen an Handlungen und Anschlusshandlungen läuft; Verhaltensweisen nicht auf vermeintliche Eigenschaften von Personen zurückführen; Personen lassen sich nicht ändern, Interaktionsmuster schon eher.
- Die eigene Aufmerksamkeit auf Handlungs- und Lösungsorientierung lenken statt in die „Problemtrance“ zu fallen; nur so viel wie nötig, aber so wenig wie möglich vom Problem ergründen.
- Auf Ressourcen achten, auf die Gegebenheiten, die Dinge möglich machen, statt sich von Defiziten und Mängeln faszinieren zu lassen.
- Die Zweckmäßigkeit der Verhältnisse ergründen, statt nur die Dysfunktionalitäten in den Blick zu nehmen.
- Primat des Kontextes: Angesichts der Pfadabhängigkeit komplexer Systeme auf Verallgemeinerungen und Stereotype verzichten; stattdessen Ereignisse und Interaktionsmuster in ihrer Funktionalität für bestimmte Kontexte sehen; für einen gegebenen Kontext Vieldeutigkeit und viele Optionen herstellen.
- Das Mobile-Prinzip, d. h. das Verständnis, dass jede Art von Intervention ganzheitliche Wirkungen auf Ordnungsmuster auslösen, d. h. im ganzen System Wellen schlagen kann, auch wenn nur an einem Ende gezupft wird.
- Das Prinzip der Multiperspektivität: die gezielte Erkundung möglichst vielfältiger, strukturell bedingter System- und Umweltperspektiven sowie der Perspektiven von Vergangenheit und Zukunft, Problem und Lösung, Gelungenem und Missglücktem usw.
- Das bewusste Oszillieren der Aufmerksamkeit zwischen Pol und Gegenpol.
- Ganz generell auf die Seite des Unwissens bzw. wenig-Wissens gehen, so entsteht Unbefangenheit und Neugierde.

### Das Interventionsverständnis: Haltung und Einstellungen
Die eigenen Einstellungen und inneren Haltungen beeinflussen, was in den Blick des Beobachters geraten kann. Eine Haltung der Neugierde, der Empathie, des Zugeneigtseins ist anerkanntermaßen Voraussetzung für eine „theoretische Sensibilität“, wie sie auch als Forschungshaltung in der Methode der Grounded Theory gefordert wird.
So gehört zum professionellen Rüstzeug der systemischen Organisationsberatung explizit ein bestimmtes Set von Einstellungen und Haltungen.

## Das Organisationsverständnis der systemischen Organisationsberatung

### Das Organisationsverständnis Mitte der 1980er-Jahre
Aus der Systemtheorie in ihrer Ausprägung in der zweiten Hälfte der 1980er-Jahre werden mehr oder weniger explizit folgende Ableitungen für eine Theorie der Organisation vorgenommen:
- Grenzziehung zwischen System und Umwelt: Soziale Systeme prägen eine Grenze zu ihrer Umwelt aus, über die sie ihre Identität definieren. Sie entwickeln spezifische Handlungen, Begriffe, ihren eigenen Sinn bzw. Eigensinn. Sie trachten, sich selbst gleich zu bleiben und stimmig mit ihrem Selbstverständnis bzw. ihrer Identität zu handeln. Welche Grenze wo gezogen wird, ist eine Eigenleistung des Systems.
- Organisationen sind in ihren Handlungen selbstbezüglich und rekursiv, d. h. sie schließen in ihren Handlungen an Handlungen an, die in der Vergangenheit hinreichend erfolgreich für den Weiterbestand des Systems waren, bzw. an Handlungsmustern, die sich irgendwie eingespielt haben. Die systemische Organisationsberatung richtet den Blick auf Wirkungen und Wirkungsgefüge, um die Funktionsmuster des Systems, zu verstehen.
- Selbstbezüglichkeit und begrenzte Rationalität: Selbstreferentialität und Rekursivität sind die zwei Säulen der operationalen Geschlossenheit von Organisationen: Ein anderes Vorgehen als das praktizierte ist kaum vorstellbar. Organisationen beziehen sich in ihren Handlungen fast ausschließlich auf ihre inneren Zustände bzw. sie verarbeiten Reize von Außen mit Logiken, die sich aus ihrer Geschichte der Organisation ergeben, nicht aus der Natur des Reizes.
- So prägen Organisationen ihre eigenen „Brillen“ aus. Ihre Beobachtung von Innen- und Umwelten ist bedingt durch ihre inneren Strukturen wie Kommunikationswege, Managementsysteme, Verfahren oder besondere Kompetenzen. Sie ist geprägt durch besondere Ereignisse, Erfahrungen mit vergangenen, hinreichend erfolgreichen Handlungen, durch Konventionen und oft genug einfach durch beliebige Verfahrensweisen, die in der Praxis nie widerlegt werden. Peter Senge drückt dies mit dem Konzept der „mentalen Modelle“[17] aus.
- Das Konzept der mentalen Modelle beleuchtet ein Phänomen, das der US-amerikanische Managementtheoretiker Herbert A. Simon „begrenzte Rationalität“ (bounded rationality) genannt hat. Gemeint ist: In ihrem zirkulären und selbst-referentiellen Operieren entwickeln soziale Systeme ihre eigene Systemrationalität. Das, was sich hinreichend bewährt hat, ist per Definition rational, zweckmäßig. Der Zweck wird nach Karl Weick quasi im Nachhinein definiert.[18] Rückblickend sieht es dann aus, als sei ein Zweck mit einem bestimmten, rationalen Verhalten angestrebt worden. So pendeln sich soziale Systeme auf bestimmte eigensinnige Funktionsmuster ein und schaffen sich ihre eigene Wirklichkeit. Jedes System spielt seine eigene Melodie und hört nur seine eigene Musik, sagen Systemiker.
- Damit schränken Organisationen ihren tatsächlichen Möglichkeitsraum ein. systemische Beratung zielt darauf ab, den Möglichkeitsraum wieder zu vergrößern und neue Optionen auszumachen – nach Heinz von Foersters „ethischem Imperativ“: „Handle stets so, dass die Anzahl deiner Möglichkeiten größer wird.“[19]
- Die Herausforderung an Beratung ist, dass – systemtheoretisch betrachtet – Organisationen sich in ihrem Verhalten ja nicht instruieren oder determinieren lassen. Bestenfalls lassen sie sich durch kritische Widersprüche, durch Störgeräusche perturbieren, d. h. in ihren Mustern und Gewohnheiten irritieren. Dies wiederum kann nur gelingen, wenn die Verstörbarkeit strukturell angelegt ist, wenn die Frequenzen im für das System hörbaren Bereich liegen. Ist das nicht der Fall, werden sie als Rauschen ausgefiltert.
- Strukturelle Kopplung: Mit der Grenze zwischen Organisation und Umwelt entsteht ein Komplexitätsgefälle: im System gibt es weniger Varietät von Verhalten, weniger Möglichkeiten als in den Umwelten jenseits der Grenze. Der Organisationsvorteil – dass Organisationen qualitativ und quantitativ größere Leistungen erbringen können als die Summe der beteiligten Individuen – ergibt sich durch den jeweiligen Blueprint des Organisiert-Seins, der auf den Prinzipien der Spezialisierung und Arbeitsteilung, auf Skaleneffekten usw. aufbaut. Organisationen müssen aber nicht nur in ihrer Verfasstheit einen optimalen Organisationsvorteil realisieren; sie müssen auch ein angemessenes Komplexitätsgefälle zwischen Umwelt und Binnenstruktur herstellen. Ein zu stark stereotypisiertes und auf den Organisationsvorteil ausgerichtetes Verhaltensrepertoire darf nicht dazu führen, dass sich die Organisation strukturell von den Entwicklungen in den Umwelten abkoppelt.

### Die systemische Organisationsberatung mit Luhmann
In seinem postum erschienenen Buch „Organisation und Entscheidung“ entwickelt Niklas Luhmann eine umfassende Theorie des sozialen Systems Organisation.
In der Soziologie Luhmanns sind Organisationen im gesellschaftlichen Zusammenhang zu sehen. Die entwickelte Gesellschaft hat „Funktionssysteme“ ausdifferenziert – z. B. das Politiksystem, das Rechtssystem, das Wissenschaftssystem, das Gesundheitssystem, das Erziehungssystem, das Wirtschaftssystem, das Kunstsystem usw. – die jeweils spezialisiert sind auf eine bestimmte Leitdifferenz, mit der sie das Geschehen in der Gesellschaft beobachten. Jedes Funktionssystem grenzt sich mit einem bestimmten „binären Code“ von seiner Umwelt ab. Letzterer ist eine schnelle Entscheidungsregel dafür, was vom System als sinnvolle Kommunikation aufzunehmen ist und was als belanglos ausgefiltert wird. Das Wissenschaftssystem operiert mit dem Code wahr-falsch, das Rechtssystem mit dem Code Recht-Unrecht, das Wirtschaftssystem mit dem Code Eigentum Haben/Nicht-Haben bzw. Haben/Nicht-Haben von Geld (als Zweitcodierung von Eigentum). So gewinnt jedes Funktionssystem eine hohe Selektivität gegenüber Umwelteinflüssen und spezialisiert sich in seinen Kommunikationen auf bestimmte Sinnbereiche.
Kommunikation als Modus für die Autopoiese von sozialen Systemen besteht aus Ketten von Anschluss-Mitteilungen, die durch „Kommunikationsmedien“ wie Sprache und Sinn begünstigt werden. Anschlusskommunikation wird auch durch die „symbolisch generalisierten Kommunikationsmedien“ wahrscheinlich: Macht, Geld oder Eigentum, wissenschaftliche Wahrheit, Liebe.
Die Kopplung von Person und Organisation: Luhmann trennt die Kommunikation, d. h. den Prozess des Aneinander-Anschließens von Kommunikationsakten von den agierenden Personen, den psychischen Systemen. Kommunikation ist der Modus für die Autopoiese sozialer Systeme, Bewusstseinsprozesse sind der Modus für die Autopoiese psychischer Systeme. Organisationen haben kein Bewusstsein; psychische Systeme können nicht kommunizieren. Das ist der Hintergrund dafür, warum Personen nicht als Basiselemente oder Teilmenge von Organisationen verstanden werden – wie dies in der Theoriegeneration der technischen Systeme der Fall ist. Personen als psychische Systeme und Organisationen als soziale Systeme sind getrennte Systeme, die jeweils operational geschlossen sind um ihren eigenen Operationsmodus (Bewusstseinsprozesse bzw. Kommunikation). Sie sind aber auch jeweils Umwelt zueinander und miteinander strukturell gekoppelt. Luhmann nennt die Kopplung von zwischen psychischen und sozialen Systemen „Interpenetration“; damit bringt er zum Ausdruck, dass psychische und soziale Systeme strukturell besonders eng gekoppelt sind.
Die strukturelle Brücke zwischen Person und Organisationen, zwischen Bewusstsein und Kommunikation, ist „Sinn“. Sowohl soziale Systeme als auch psychische Systeme sind sinndeterminiert; denn jede Art der Erfahrungsverarbeitung wird durch Sinn organisiert und Sinn kann sich nur in sozialen und in psychischen Systemen konstituieren. Sinn ist die effektivste Möglichkeit, Komplexität und Kontingenz zu reduzieren. In jedem sinnkonstituierenden und -konstituierten System artikuliert und manifestiert sich Sinn in drei Dimensionen: in der „sachlich-inhaltlichen Dimension“ (worüber kommuniziert wird), in der „sozialen Dimension“ (die Perspektivenvielfalt und Interessengeleitetheit der verschiedenen Personen) und in der „zeitlichen Dimension“ (mit den Projektionen von Vergangenheit und Zukunft).
Ein System, das sich von seiner Umwelt durch eine Grenzziehung unterscheidet und sich in seiner Identität erhalten will, muss sich selbst beobachten. Mit Heinz von Foerster sagt Luhmann: Die Unterscheidung selbst ist der blinde Fleck der Beobachtung. Luhmann spricht hier von „Latenz“ und meint damit die beobachtbare Unbeobachtetheit. Um nämlich eine Unterscheidung aufrechterhalten zu können, muss die ausgegrenzte Seite mitgeführt werden. Da Organisationen selbstreferentiell und rekursiv agieren, müssen sie immer wieder auch für „Fremdbeobachtung“ Sorge tragen, d. h. sich aus den Perspektiven ihrer Umwelten betrachten. Fremdbeobachtung, ist eine Voraussetzung dafür, die strukturelle Kopplung mit den Umwelten aufrechtzuerhalten.
Eine Grundunterscheidung in allen Organisationen ist die zwischen Vorher und Nachher, eine Unterscheidung, die laufend durch Ereignisse oder Vorfälle markiert wird. Auch diese Unterscheidung setzt Selbstbeobachtung voraus. Die Fähigkeit eines Systems, Vorher mit Nachher zu vergleichen heißt bei Luhmann „Reflexivität“.
Organisationen operieren immer in der Gegenwart. Sie können nicht wieder in einen früheren Zustand geraten; sie schreiten in der Zeit fort. Mit dem Fortschreiten in der Zeit ändern Organisationen die Art, wie sie sich selbst beobachten; sie beobachten sich heute mit anderen Augen als gestern. Mehr noch: Sie beobachten das Gestern mit den Augen von heute. Luhmann hat das „organisationale Gedächtnis“ als eine ständige Konstruktionsleistung definiert. Organisationen müssen ununterbrochen (neu) entscheiden, was sie vergessen und was sie erinnern wollen. So bauen sie sich ständig aus den Augen der Gegenwart für eine bestimmte Zukunft die passende Vergangenheit.
Dass Organisationen in der Zeit fortschreiten, heißt nicht, dass ein Außenereignis die folgenden Ereignisse grundsätzlich determiniert oder prägt. Nach Luhmann produzieren Organisationen als autopoietische Systeme grundsätzlich mit jedem einzelnen Kommunikationsereignis einen „Überschuss an Möglichkeiten“. Die Engführung auf die geschichtliche Pfadabhängigkeit ist vielmehr in den Momenten der Rekursivität und Selbstreferentialität begründet. Mit dem Blick auf die Vergangenheit und das Bewährte werden nur bestimmte Anschlussereignisse ausgewählt, die egal welchem Außenereignis folgen.
In Organisationen werden insbesondere bestimmte Klassen von Ereignissen reflexiv – d. h. mit der Unterscheidung von Vorher versus Nachher – in Beobachtung gehalten, nämlich „Resultate und Entscheidungen“. Um die Anschlussfähigkeit ihrer Operationen zu sichern, vergleichen Organisationen Entscheidungen und Resultate. Entscheidungen bzw. die dahinter liegenden „Entscheidungsprämissen“ ermöglichen es Organisationen, Unsicherheit zu absorbieren. Denn bedingt durch ihre Selbstbezüglichkeit und ihr Rekurrieren auf die Vergangenheit befinden sie sich in einem „Dauerzustand der Unsicherheit über sich selbst im Verhältnis zur Umwelt“. Wenn eine Organisation Innen und Außen vergleicht, wenn sie zwischen Selbstbeobachtung und Fremdbeobachtung wechselt, nennt Luhmann dies „Reflexion“.
Entscheidungsprämissen haben für Organisationen dieselbe Funktion wie die binären Codes für die Funktionssysteme: Sie stellen schnelle Daumenregeln dafür auf, was in einem gegebenen sozialen System zulässige Entscheidungen sind und was als nicht-relevant auszufiltern ist. Sie lenken also die Kommunikation; dabei dienen sie aber nur als „Oszillatoren“. Sie legen künftige Entscheidungen nicht fest. Entscheidungsprämissen führen für den Umgang mit Ereignissen eine gewisse Redundanz ein und entlasten die Organisation von überfordernder Einzelfall-Informationsverarbeitung.
Luhmann unterscheidet drei Arten von Entscheidungsprämissen: Entscheidungsprogramme, Kommunikationsstrukturen und Personen. Entscheidungsprogramme lassen sich in die Input-orientierten „Konditionalprogramme“ und die Output-orientierten „Zweckprogramme“ einteilen. Konditionalprogramme unterscheiden zwischen Bedingungen und Konsequenzen nach dem Motto „immer wenn … dann …“, Zweckprogramme unterscheiden zwischen Zwecken und Mitteln nach dem Motto „um … zu erreichen, mache …“. Entscheidungsprogramme sind entweder formalisiert wie z. B. Businesspläne oder Strategien. Oder sie sind implizit, wie z. B. die „mentalen Modelle“ oder das Bauchgefühl der Unternehmerin. - Mit „Kommunikationsstrukturen“ sind die in der Organisation angelegten sozialen Räume gemeint, die für die Regelkommunikation in der Aufbau- und Ablauforganisation bestimmt sind. Man müsste die Kommunikationsräume in Projekten und anlassbezogene Nicht-Regel-Kommunikationsräume (z. B. Betriebsversammlungen) ergänzen. Luhmanns dritte Kategorie von Entscheidungsprämissen betrifft Personalentscheidungen und Stellenbesetzungen. In dem Maß wie sich in Organisationen die Anforderungen an Führung enttrivialisieren und verändern, werden Personen selbst zu Entscheidungsprämissen. Ihre „Personmerkmale“, z. B. ihre Entscheidungsstile, machen sie zu einer Art „vorgeschalteter Kompetenz“ für das „Erkennen von Gelegenheiten“.
Mit Luhmanns Theorie sozialer Systeme lassen sich Organisationen erstmals anders denken als in den Traditionen der Gruppendynamik und der Familientherapie. Es beginnt damit, dass sich das Augenmerk von einer beziehungsmäßigen Beschaffenheit weg und auf das Operieren von Organisationen hin verlegt, auf das, was sie tun und produzieren, auf die Muster und Prozesse, mit denen sie das bewerkstelligen. Dabei ist der Begriff „soziale Systeme“ angesichts von Konnotation und Rezepiergewohnheiten irreführend. Organisationen haben nicht das Soziale zum Kern, sondern ihren Aufgabenvollzug. Sie konstituieren sich lediglich über das Soziale – anders könnten weder ein kooperativer Organisationsvorteil noch Kommunikation überhaupt stattfinden. Die Kommunikation schließt aber nicht am Sozialen an, sondern an der gesellschaftlichen Aufgabe des einbettenden Funktionssystems, an den Sachzwecken, an der eigenen Systemrationalität, am jeweiligen Entscheidungskontext oder an beliebiger Kontingenz.